# Augustyn Webster
Augustyn Webster, ang. Augustine Webster (ur. ?, zm. 4 maja 1535 w Tyburn) – angielski kartuz (OCart.), męczennik i święty Kościoła katolickiego, ofiara prześladowań katolików w Anglii i Walii okresu reformacji. Towarzyszami męczeństwa wymienianymi razem z Augustynem Wabsterem są Jan Houghton, Robert Lawrence i Ryszard Reynolds.
Augustyn Webster przeor z klasztoru kartuzów z Axholm wraz z przeorami Robertem Lawrence'em z klasztoru kartuzów z Beauvale, Ryszardem Reynoldsem z zakonu świętej Brygidy i Janem Houghtonem brał udział w misji, powziętej po ogłoszeniu aktu supremacji, do wikariusza generalnego Kościoła anglikańskiego Thomasa Cromwella, która miała przynieść złagodzenie treści zobowiązania supremacyjnego. Aresztowani nie poddali się naciskom i odmawiali zmiany stanowiska w sprawie ogłoszonego dokumentu, za co zostali postawieni przed sądem. Proces zakończył się wyrokiem skazującym ich na karę śmierci. Wyrok został wykonany przez poćwiartowanie. Wszyscy zostali straceni za odmowę uznania króla, Henryka VIII, najwyższym zwierzchnikiem Kościoła. Byli pierwszymi ofiarami uchwalonego przez parlament aktu supremacji.
Jest patronem kościoła w diecezji Nottingham (North Lincolnshire) i szkoły (tamże).
Beatyfikowany przez papieża Leona XIII 9 grudnia 1886 roku, a kanonizowany w grupie Czterdziestu męczenników Anglii i Walii przez Pawła VI 25 października 1970 roku.
Jego wspomnienie liturgiczne obchodzone jest w dzienną rocznicę śmierci, a także w grupie czterdziestu męczenników 25 października.